# Gekiga

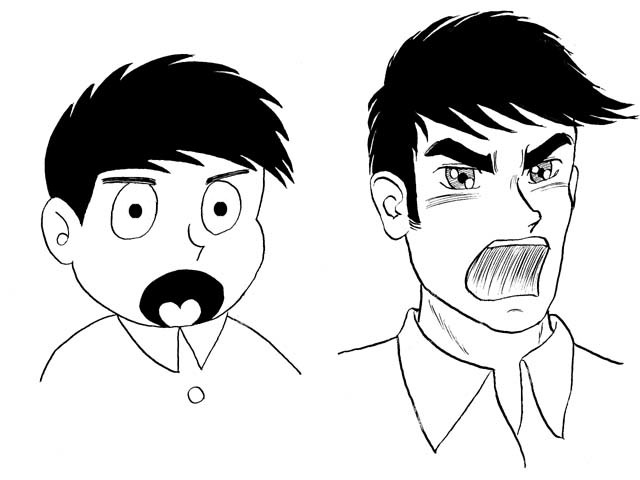
Voorbeeld van een typisch manga personage (links) en een personage in gekiga stijl (rechts).

Gekiga (劇画) is een Japans stripboekgenre dat zich onderscheidt van de primaire beeldtaal zoals die in de manga vaak gebruikt wordt (grote ogen, overdreven open monden bij schrikeffecten etc.). Ook is er meer aandacht voor het literaire aspect van de verhalen. Gekiga is te beschouwen als het Japanse equivalent van de Europese 'striproman' of de Amerikaanse graphic novel ten opzichte van strips en comics; verhalen waarbij het literaire element meer aandacht krijgt en de focus meer op een volwassen publiek ligt in plaats van op de jeugd.

## Achtergrond
De term werd geïntroduceerd door Yoshihiro Tatsumi die een vrijere individualistische stijl van zichzelf en andere tekenaars wenste. Een belangrijk tijdschrift bij de ontwikkeling van Gekiga is Garo, dat van 1964 tot en met 2002 gepubliceerd werd. Tevens speelde de zg. 'La nouvelle manga'-beweging een rol in de ontwikkeling van het genre.
Beroemde Gekiga-artiesten zijn Yoshihiro Tatsumi, Osamu Tezuka, Kazuo Koike, Shigeru Mizuki  (zijn Showa reeks over de geschiedenis van Japan), Mizuki Kitaro, Yoshiharu Tsuge, Tadao Tsuge, Takao Saito en Miyako Maki (de eerste vrouwelijke mangaka die zich aan Gekiga waagde).
Sinds een aantal jaar komt er in het Westen meer belangstelling voor deze strips. Uitgevers als Viz Media en Drawn & Quarterly geven ook meer vertaald werk uit in het Engels.